# Ceremonial Oath
Ceremonial Oath – szwedzka grupa muzyczna wykonująca death metal. Została założona w 1988 roku pod nazwą Striker. Rok później formacja przyjęła nazwę Desecrator. W 1991 roku grupa zmieniła nazwę na Ceremonial Oath. W swej karierze zespół nagrał dwa dema, jeden minialbum oraz dwa albumy studyjne. Zespół został rozwiązany w 1996 roku. W składzie pojawili się muzycy którzy w przyszłości mieli razem stworzyć ostateczny skład grupy In Flames (Jesper Strömblad, Anders Fridén).

## Muzycy
| Obecny skład zespołu - Jesper Strömblad − gitara basowa (1991−1993, od 2012), gitara (1993) - Markus Nordberg − perkusja (1990−1996, od 2012) - Anders Iwers − gitara (1988−1996, od 2012) - Oscar Dronjak − gitara, wokal prowadzący (1988−1993, od 2012) |  | Byli członkowie zespołu - Thomas Johansson − gitara basowa (1993−1996) - Mikael Andersson − gitara (1993−1996) - Anders Fridén − wokal prowadzący (1993−1996) - Marcus Fredriksson − gitara basowa (1988−1990) - Ulf Assarsson − perkusja (1988−1990) |

## Dyskografia
- Wake the Dead (1990, demo, wydanie własne, jako Desecrator)
- Black Sermons (1990, demo, wydanie własne, jako Desecrator)
- Promo 1991 (1991, demo, wydanie własne)
- The Book of Truth (1993, Modern Primitive)
- Carpet (1995, Black Sun Records)